# Palastbrücke (Sankt Petersburg)
Die Palastbrücke (russisch Дворцовый мост Dworzowy most, manchmal aus „Schlossbrücke“ genannt) ist eine Brücke über die Große Newa in Sankt Petersburg, die vom Schlossufer zum Universitätsufer führt. Sie verbindet die Wassiljewski-Insel mit dem Admiralteiski rajon und besteht aus fünf Segmenten. Das mittlere Segment ist geteilt und wird nachts zweimal von 01:10 bis 02:50 Uhr sowie von 03:10 bis 04:55 Uhr geöffnet, um die Passage von Schiffen zu ermöglichen.

## Geschichte
An der Stelle der heutigen Palastbrücke gab es bereits lange vorher einen Fährbetrieb. Nach der Errichtung der südlich gelegenen Blagoweschtschenski-Brücke im Jahr 1850 wurde an Kaiser Nikolaus I. (Russland) der Wunsch herangetragen, die bereits bestehende weiter südlich gelegene Isaakievsky-Pontonbrücke Richtung Norden zu verlegen. Nach der Beschlussfassung zur Brückenverlegung am 5. August 1853 wurden die Arbeiten begonnen, die am 10. Dezember 1856 abgeschlossen werden konnten. Die Pontonbrücke wurde nun Palastbrücke genannt, da sie den Winterpalast mit der gegenüberliegenden Wassiljewski-Insel verband.
Im 19. Jahrhundert ergab sich aufgrund des gestiegenen Verkehrsaufkommens die Notwendigkeit der Errichtung einer dauerhaften Brücke. Bereits 1882 wandten sich Bürger erfolglos mit der Bitte, die bestehende Ponton-Palastbrücke zu ersetzen, an die Stadtverwaltung. 1912 begannen Andrei Pschenizki und Ottomar Maddison den Bau, der 1916 wegen des Ersten Weltkriegs noch ohne architektonische Schmuckelemente fertiggestellt wurde. 1939 wurde das Holzgeländer durch ein einfaches Gusseisengeländer ersetzt. Während des Deutsch-Sowjetischen Kriegs wurde die Brücke beschädigt. In den Jahren 1956 bis 1957 wurde die Holzbrüstung durch eine Granitbrüstung ersetzt. In den Jahren 1976 bis 1978 wurden die Zugbrückenteile saniert. Von 1991 bis 1994 wurde der Unterwasserteil der Brücke saniert. Nach einer hundertjährigen Benutzung wurde ein Neubau der Brücke notwendig, der im Zeitraum vom 21. Oktober 2012 bis 19. Oktober 2013 stattfand.